# Alan Blinder
Alan Stuart Blinder (Brooklyn, 14 ottobre 1945) è un economista e politico statunitense.
Attualmente insegna alla Princeton University in qualità di Gordon S. Rentschler Memorial Professore di Economie e Affari Pubblici, vicepresidente dell'Observatory Group, e co-direttore del Princeton's Center per gli studi di Politica Economica, che fu da lui fondato nel 1990. 
Fin dal 1978 egli è stato ricercatore associato del National Bureau of Economic Research. Egli risulta tra gli economisti più influenti del mondo in base ai dati IDEAS/RePEc.
Blinder ha lavorato per la presidenza di Bill Clinton presso il Council of Economic Advisors (gennaio 1993 - giugno 1994), e come Vice Presidente del Board of Governors of the Federal Reserve System da giugno 1994 a gennaio 1996. I lavori più recenti di Blinder sono focalizzati particolarmente sulla politica monetaria e sulla banca centrale, così come sul "offshoring" of jobs (trasferimento del lavoro da un paese all'altro), i suoi scritti sono pubblicati principalmente ma non esclusivamente da New York Times, Washington Post e Wall Street Journal.

## Biografia
Blinder è nato a Brooklyn, New York. Si diplomò alla Syosset High School di Syosset (New York). Poi si laureò alla Princeton University, summa cum laude nel 1967. In seguito ottenne un MSc in economia alla London School of Economics nel 1968 e poi ottenne il master in economia presso il Massachusetts Institute of Technology nel 1971.

### Carriera Accademica
Blinder ha lavorato a Princeton fin dal 1971, ottenendo la cattedra del dipartimento economico dal 1988 al 1990. Fu presidente di Eastern Economic Association e Vice Presidente della American Economic Association. Entrò a far parte della American Academy of Arts and Sciences nel 1991, e divenne membro del Council on Foreign Relations a partire dal 1997). Il libro di Blinder Economics: Principles and Policy, scritto in collaborazione con William Baumol, fu pubblicato per la prima volta nel 1979, e nel 2009 fu stampata la sua undicesima edizione.
Nel 2009 Blinder fu insediato alla American Academy of Political and Social Science, "per il suo importante insegnamento sulla politica fiscale, sulla politica monetaria e la distribuzione del reddito, e per il suo contributo nel portare coerentemente tali conoscenze ad influire sulla vita pubblica." Egli è un forte proponente del free trade.

### Carriera politica
Blinder ha lavorato come Deputy Assistant Director per il Congressional Budget Office (1975), come Council of Economic Advisors sotto la presidenza di Bill Clinton (gennaio 1993 - giugno 1994), e come Vice Presidente per Board of Governors of the Federal Reserve System da giugno 1994 a gennaio 1996. In qualità di Vice Presidente egli ammonì sull'incremento dei tassi di interesse troppo veloce per contrastare l'inflazione, perché i ritardi nelle precedenti crescite li alimentavano nell'economia. Egli ammonì anche contro il fatto di ignorare gli short term costs in termini di disoccupazione che la lotta all'inflazione poteva causare. Fu consigliere di Al Gore e John Kerry durante le loro rispettive campagne presidenziali del 2000 e 2004.

### "Cash for Clunkers"
Blinder fu il precursore del programma "Cash for Clunkers", nel quale il governo acquistava alcuni dei veicoli più vecchi e inquinanti e li mandava in alienazione scrap. Nel luglio 2008, egli scrisse un articolo nel The New York Times nel quale appoggiava un tale programma, che fu implementato dalla amministrazione Obama durante l'estate del 2009. Blinder asseriva che questo provvedimento potesse stimolare l'economia, beneficiare l'ambiente, e ridurre le disuguaglianze di reddito. Tale programma fu sia lodato perché superò le aspettative, che criticato per ragioni ambientali ed economiche.

## Vita privata
Blinder è sposato e ha due figli.

## Pubblicazioni in lingua inglese
- (2009),“How Many U.S. Jobs Might Be Offshorable,” World Economics, April-June, 2009, 10(2): 41-78.
- (2009),“Making Monetary Policy by Committee,” International Finance, Summer 2009, 12(2): 171-194.
- (2008), “Do Monetary Policy Committees Need Leaders? A Report on an Experiment,” American Economic Review (Papers and Proceedings), May 2008, pp. 224–229.
- (2006), "Offshoring: The Next Industrial Revolution?" Foreign Affairs, March/April 2006, pp. 113–128. (A longer version with footnotes and references is: “Fear of Offshoring,” CEPS Working Paper No. 119, December 2005).
- (2006), “The Case Against the Case Against Discretionary Fiscal Policy,” in R. Kopcke, G. Tootell, and R. Triest (eds.), The Macroeconomics of Fiscal Policy, MIT Press, 2006, forthcoming, pp. 25–61.
- (2004), The Quiet Revolution, Yale University Press
- (2001, with William Baumol and Edward N. Wolff), Downsizing in America: Reality, Causes, And Consequences, Russell Sage Foundation
- (2001, with Janet Yellen), The Fabulous Decade: Macroeconomic Lessons from the 1990s, New York: The Century Foundation Press
- (1998, with E. Canetti, D. Lebow, and J. Rudd), Asking About Prices: A New Approach to Understanding Price Stickiness, Russell Sage Foundation
- (1998), Central Banking in Theory and Practice, MIT Press
- (1991), Growing Together: An Alternative Economic Strategy for the 1990s, Whittle
- (1990, ed), Paying for Productivity, Brookings
- (1989), Macroeconomics Under Debate, Harvester-Wheatsheaf
- (1989), Inventory Theory and Consumer Behavior, Harvester-Wheatsheaf
- (1987), Hard Heads, Soft Hearts:  Tough‑Minded Economics for a Just Society, Addison-Wesley
- (1983), Economic Opinion, Private Pensions and Public Pensions: Theory and Fact. The University of Michigan
- (1979, with William Baumol), Economics:  Principles and Policy - textbook
- (1979), Economic Policy and the Great Stagflation. New York: Academic Press
- (co-edited with Philip Friedman, 1977), Natural Resources, Uncertainty and General Equilibrium Systems: Essays in Memory of Rafael Lusky, New York: Academic Press
- (1974), Toward an Economic Theory of Income Distribution, MIT Press